# Sedum sarmentosum
Sedum sarmentosum (Bunge), познат као жилави камењар, камењар златне маховине и гробљанска маховина, је вишегодишња цветница из породице Crassulaceae. 

## Порекло
Пореклом из Источне Азије (Кина и Кореја) и Југоисточне Азије (Тајланд). Интродукован је у источну Северну Америку и Европу.

## Опис
S. sarmentosum има сочне, зимзелене листове на врху лучно закривљених, ниских стабљика. Жути цветови са пет латица појављују се током лета.

## Култивација
Врста се гаји као вишегодишња биљка која покрива тло у умереним климатским условима. Као и већина сукулената, отпорна је на сушу и пуно сунца. Обично је сађена поред гробова, где може опстати деценијама.

## Кулинарска употреба
У Кореји се биљка назива долнамул и једе се свежа као поврће намул. Љути, слатки и опори сос који се обично служи уз долнамул може се направити мешањем гочујанга, сирћета (или лимуновог сока), шећера (или сирупа од шљиве), млевеног белог лука, сусамовог уља и препечених семенки сусама. Долнамул је такође чест састојак у бибимбапу, као и у западњачкој храни корејског стила као што су долнамул и салата од печеног воћа са јуџа дресингом.

## Синоними
- Sedum angustifolium Z.B.Hu & X.L.Huang
- Sedum kouyangense H. Lév. & Vaniot
- Sedum sarmentosum f. majus Diels
- Sedum sheareri S. Moore